# Debata oksfordzka
Debata oksfordzka – popularny w Polsce, bardzo sformalizowany format debaty szkolnej i akademickiej, w której naprzeciw siebie stają dwie strony – propozycji i opozycji. Zadaniem pierwszej z nich jest udowodnienie prawdziwości określonej tezy, zaś drugiej – jej obalenie. Charakterystyczne dla debaty oksfordzkiej jest to, że uczestnicy znają wcześniej tezę, aby móc się do niej właściwie przygotować, jednak nie wiedzą, po której ze stron się znajdą.

## Zasady debaty oksfordzkiej
Debata oksfordzka jest bardzo sformalizowanym rodzajem debaty, zarówno pod kątem zasad, jak i sposobu wysławiania się i zachowania.

### Uczestnicy
W debacie oksfordzkiej biorą udział dwie drużyny, zazwyczaj trzy- lub czteroosobowe, marszałek czuwający nad prawidłowością przebiegu debaty oraz osoby decydujące o wygranej, czyli jury lub publiczność. Czasem obok marszałka występuje również funkcja sekretarza, czyli osoby, która jest odpowiedzialna za techniczne aspekty przebiegu debaty (np. pomiar czasu).

### Teza
Przed debatą każda z drużyn poznaje tezę debaty. Teza powinna mieć formę zdania twierdzącego. Zadaniem jednej ze stron jest wykazanie prawdziwości tezy (strona propozycji), a drugiej jej obalenie (strona opozycji). Przypisanie drużyny do określonej strony zazwyczaj następuje tuż przed samą debatą (zazwyczaj 15 min.) i w drodze losowania, co oznacza, że każdy z zespołów powinien być przygotowany do prowadzenia sporu po obu stronach.

### Role mówców
Oprócz wyboru strony każda z drużyn musi wewnętrznie podzielić się rolami – każdy z członków zespołu musi wygłosić mowę i jednocześnie wypełnić określoną rolę. Oznacza to, że przy zespołach 4-osobowych debata składa się z 8 mów, trwających najczęściej 4-5 min. każda.

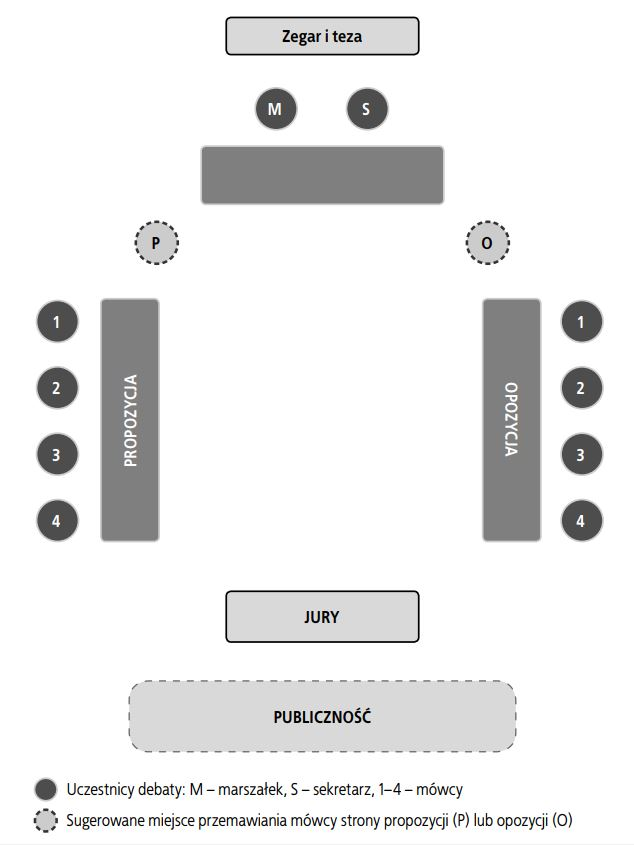
Umiejscowienie uczestników debaty oksfordzkiej.

Debatę rozpoczyna przywitanie uczestników i publiczności przez marszałka, którego rolą jest wywoływanie kolejnych mówców. Wypowiedzi uczestników debaty przebiegają według wcześniej ustalonego porządku – począwszy od pierwszego mówcy strony propozycji, a następnie naprzemiennie z każdej ze stron (kończąc na czwartym mówcy strony opozycji).
- Rolą pierwszych mówców jest zdefiniowanie wszelkich pojęć obecnych w tezie oraz zarysowanie płaszczyzn argumentacyjnych danej strony.
- Rolą drugich mówców jest przedstawienie konkretnych argumentów w ramach przedstawionych przez pierwszego mówcę płaszczyzn oraz poparcie ich przykładami.
- Rolą trzecich mówców jest replika, tj. kontrargumentacja wobec argumentów strony przeciwnej.
- Rolą czwartych mówców jest podsumowanie całej debaty – zarówno argumentów strony własnej, jak i przeciwnej. Nie mogą oni wprowadzać nowych argumentów[1][2][3][4].

### Interakcja między drużynami
Podczas każdej mowy członkowie strony przeciwnej mogą zgłaszać pytania do osoby, która przemawia w danym momencie. Zazwyczaj czas zadawania pytań jest ściśle określony (np. 10 sek.). Stosuje się też „czas chroniony” wypowiedzi (zazwyczaj na początku i na końcu wypowiedzi), w którym zgłaszanie pytań nie jest możliwe. Zazwyczaj, aby zmotywować mówców do przyjmowania pytań, stosuje się zasadę konieczności przyjęcia określonej liczby (np. dwóch) pytań w ciągu swojej mowy.
Oprócz pytań podczas mowy adwersarzy czasem dopuszcza się również stosowanie informacji, tj. możliwości zgłaszania krótkich wypowiedzi dotyczących przede wszystkim przywoływanych przez adwersarzy.
Zarówno pytania, jak i „informacje” zgłasza się poprzez podniesienie ręki.
W części organizacji debatanckich przyjęto również możliwość zgłaszania po mowie adwersarzy dodatkowej, krótkiej wypowiedzi kontrargumentacyjnej, czyli „ad vocem”. Z tej formy interakcji nie może skorzystać jedynie mówca, którego kolejność przypada po mowie, do której zgłoszono „Ad vocem”. Nie można również zgłaszać „ad vocem” do ostatnich mów każdej z drużyn, lecz można zgłosić „ad vocem” do „ad vocem”. Wypowiedź tego typu trwa zazwyczaj 30 sek. bądź 1 min. Każda z drużyn może zgłosić „Ad vocem” raz w ciągu debaty.

### Kwestie techniczne
Pod kątem technicznym ważnym elementem debaty oksfordzkiej jest to, że strony zajmują miejsca naprzeciwko siebie, a pomiędzy nimi, na środku przypada miejsce marszałka debaty (i sekretarza). Tradycyjnie strona propozycji zasiada po prawej stronie marszałka, a opozycji – po lewej. Mówcy zasiadają w kolejności zabierania głosu.

### Ocena debaty
Celem debaty oksfordzkiej jest przekonanie jury lub publiczności przez jedną ze stron. Wyboru zwycięskiej strony dokonywać mogą sędziowie, publiczność lub też sędziowie i publiczność w określonych proporcjach głosu. W przypadku debat turniejowych najczęściej stosowane są karty oceny. Natomiast głosowanie publiczności może dotyczyć wprost tego, która strona debatę wygrała, lecz także tego, ile osób zmieniło swój pogląd co do danej tezy w trakcie debaty. Wówczas odbywają się dwa głosowania, odnoszące się do tezy debaty – przed debatą i po niej. Wygrywa drużyna, która przekonała większą liczbę osób. 

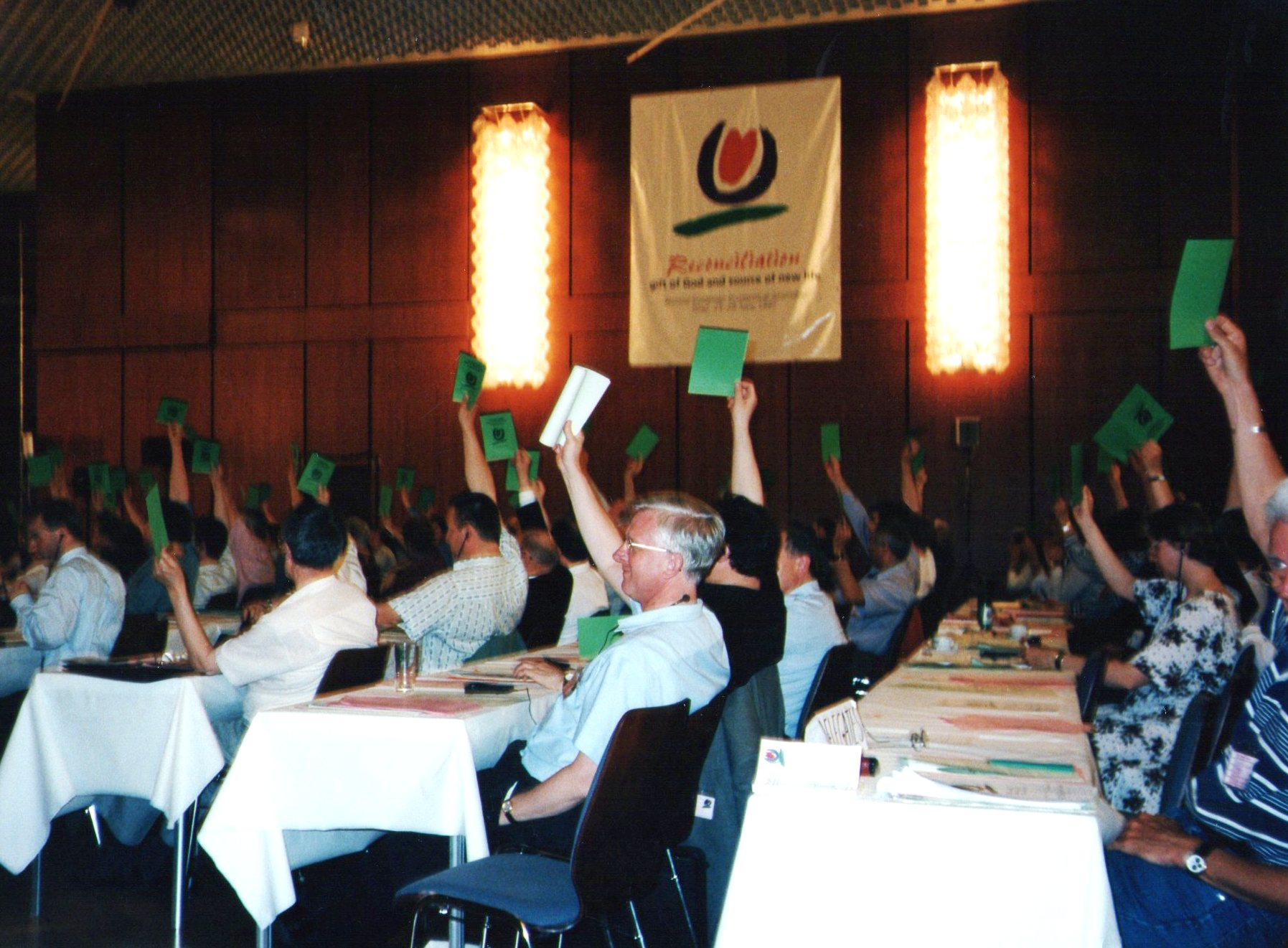
Głosowanie przez podniesienie ręki

Ocena debaty oksfordzkiej powinna mieć charakter kompleksowy, tj. dotyczyć nie tylko argumentacji i jej jakości (oparcia w danych, badaniach itd.), ale też sztuki oratorskiej (sposobu wypowiedzi, tembru głosu, mimiki, proksemiki, tego, czy mówcy czytają z kartki), wypełnienia przez mówców swoich ról, czy też kultury słowa.

### Cechy charakterystyczne debaty oksfordzkiej
Ważnym elementem debaty oksfordzkiej jest jej tradycyjny charakter, przejawiający się w kulturalnym języku (zwroty per "Pan/Pani", zakaz używania wulgaryzmów), ubiorze (najczęściej garnitur), występowaniu w pozycji stojącej, czy też nie stosowaniu argumentów ad personam czy ad hominem.

## Historia debat oksfordzkich
Debaty oksfordzkie to forma debat jedynie zaczerpnięta z tradycji anglosaskiej, jednak w istotny sposób zmodyfikowana w warunkach polskich pod kątem realizacji określonych celów edukacji retorycznej i obywatelskiej.

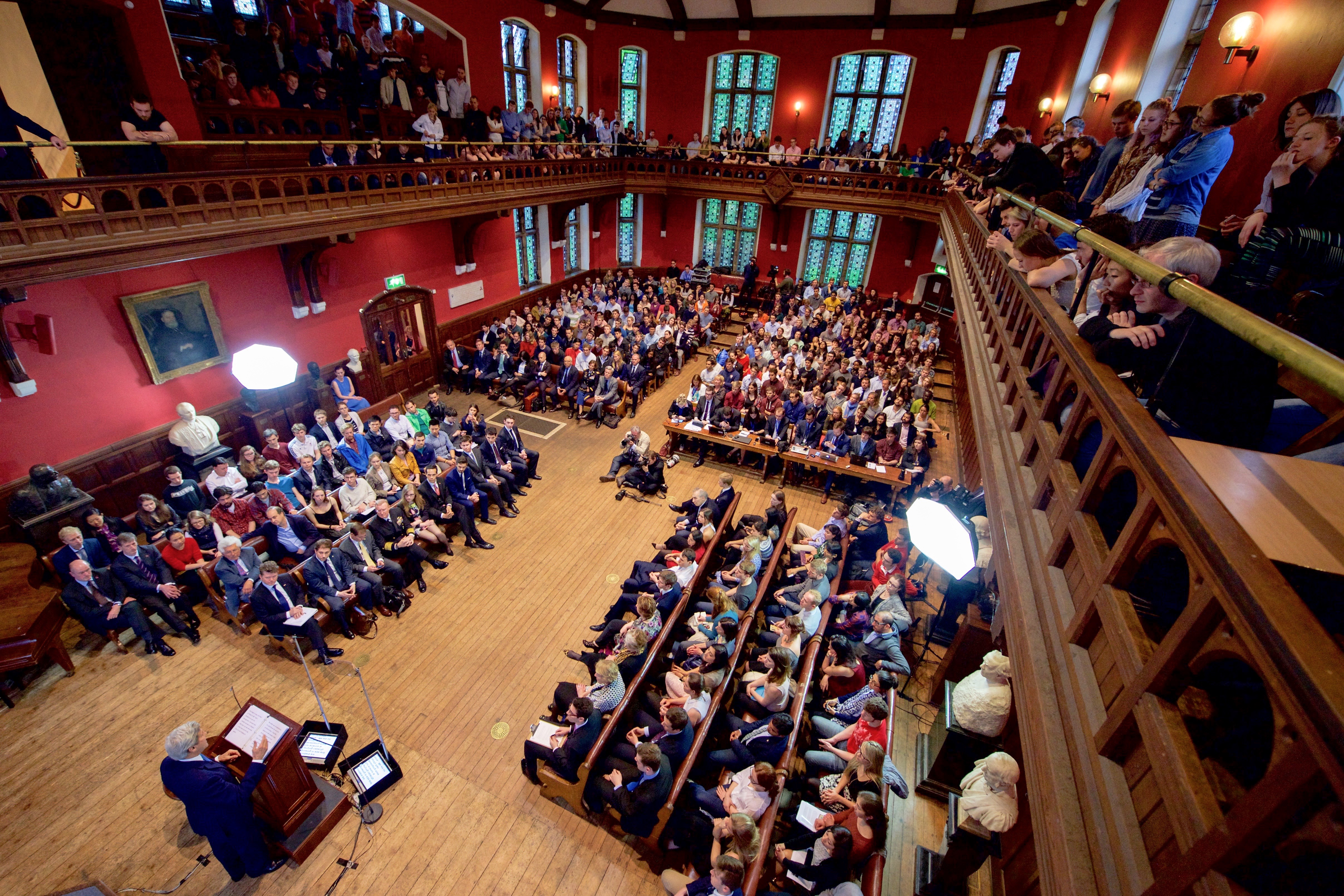
Amerykański sekretarz stanu John Kerry wygłasza przemówienie do członków Oxford Union (maj 2016)

Od XVIII wieku angielskich uniwersytetach zaczęły powstawać kluby debat, wzorujące się na obradach Izby Gmin. Najbardziej znanymi stały się, założony w 1815 roku, Cambridge Union Society i, założony w 1823 roku Oxford Union Society. Celem ich powstania było przede wszystkim stworzenie miejsca do swobodnej dyskusji politycznej. Z członków klubów debat rekrutowali się więc niejednokrotnie czołowi politycy, tacy jak William Gladstone czy Benazir Bhutto. W przypadku Oksfordu znane stały się "oksfordzkie" debaty, które odbywały się w czwartkowe wieczory. Standardem stały się występy minimum dwóch studentów lub ekspertów w danej dziedzinie, reprezentujących przeciwne strony "rządu" i "opozycji". Debata toczyła się nad tezą, zaczynającą się od sformułowania "This House..." ["Ta Izba..."]. Czas wystąpień mówców, występujących naprzemiennie, wynosił np. 10 min., a o rozstrzygnięciu decydowała publiczność. Debaty "Oxford-style" nie miały i nie mają jednak ściśle określonych zasad, różniących się w dodatku pomiędzy ośrodkami akademickimi i mają raczej charakter prestiżowego widowiska.
Sposób debatowania występujący w Anglii stał się inspiracją dla stworzenia w Polsce zdecydowanie bardziej sformalizowanego modelu debaty szkolnej i akademickiej, nazywanej dziś "debatą oksfordzką". Stało się to w pierwszej połowie lat 90. XX wieku z inicjatywy Zbigniewa Pełczyńskiego, emerytowanego profesora Uniwersytetu w Oksfordzie, założyciela Fundacji im. Stefana Batorego oraz Fundacji Szkoła Liderów (pierwotnie: Szkoła dla Młodych Liderów Społecznych i Politycznych). W 1994 roku uczestnikom programu "Szkoła Liderów" dla młodych liderów społecznych i politycznych przedstawił on nową formę wymiany poglądów na różne wrażliwe oraz istotne dla społeczeństwa tematy. Początkowo format debaty oksfordzkiej wykorzystywany był jedynie w programie Szkoły dla Młodych Liderów Społecznych i Politycznych i potem Szkoły Liderów, jednak z czasem zaczęły go wykorzystywać także i inne środowiska edukacyjne, szkolne i akademickie. 
Głównymi ośrodkami popularyzacji debat oksfordzkich w Polsce stały się Warszawa i Kraków. W 2000 roku odbyła się pierwsza edycja Warszawskiego Konkursu Debaty Oksfordzkiej (obecnie Warszawska Liga Debatancka), organizowanego przez Liceum im. Cecylii Plater-Zyberkówny przy współudziale Centrum Edukacji Obywatelskiej i Polskiego Towarzystwa Retorycznego (obecnie przez Fundację Nowy Głos). Od 2005 roku debaty oksfordzkie zostały wprowadzone przez prof. Tomasza Dołęgowskiego w działalność organizacji studenckich w Szkole Głównej Handlowej w Warszawie. Od 2016 roku istotnym ośrodkiem promującym debaty oksfordzkie stała się Fundacja Nowy Głos. Z kolei w Krakowie od 2003 roku organizowany jest turniej "Szkołą Debaty", którego uczestnikami są uczniowie szkół średnich z tego miasta. Organizatorami tej inicjatywy są III Społeczne Liceum Ogólnokształcące im. Juliusza Słowackiego STO oraz, istniejące od 2012 roku, Krakowskie Stowarzyszenie Mówców (KSM).
Do innych istotnych ośrodków debatanckich w Polsce należą m.in. Tarnów (Tarnowska Liga Debatancka, 2011), Poznań (Fundacja Edukacyjna G5, Stowarzyszenie Projekty Edukacyjne), Gdańsk (Instytut Debaty Publicznej, 2015), Bielsko-Biała (DeBBaty, 2016), Toruń, Wrocław, Olsztyn.
Od 2013 roku w Poznaniu organizowane są Mistrzostwa Polski Debat Oksfordzkich (MPDO) dla uczniów szkół ponadpodstawowych, a od 2017 roku w Krakowie Akademickie Mistrzostwa Polski Debat Oksfordzkich (AMPDO) dla uczniów szkół średnich. Organizatorem AMPDO jest Krakowskie Stowarzyszenie Mówców. Od roku szkolnego 2015/2016 ważnym wydarzeniem związanym z debatami oksfordzkimi jest również Turniej Debat Historycznych, organizowany przez Instytut Pamięci Narodowej.